# Dekanat rypiński
Dekanat rypiński – dekanat w diecezji płockiej z siedzibą w Rypinie. Obecnie obejmuje 11 parafii.
Lista parafii:
| Lp | Miejscowość / parafia                        | Czas powstania | Proboszcz / administrator                   | Zdjęcie |
| -- | -------------------------------------------- | -------------- | ------------------------------------------- | ------- |
| 1  | Okalewo Matki Boskiej Szkaplerznej           | 1973           | ks. mgr Paweł Gniadkowski od 2023           |         |
| 2  | Osiek Wniebowzięcia Najświętszej Maryi Panny | XV w.          | ks. kan. Stanisław Bednarski od 2011        |         |
| 3  | Radziki Duże św. Katarzyny Aleksandryjskiej  | XIV w.         | ks. mgr Jacek Dudkiewicz od 2004            |         |
| 4  | Rogowo św. Bartłomieja                       | koniec XIV w.  | ks. kan. mgr Andrzej Pieńdyk od 2023        |         |
| 5  | Rypin św. Stanisława Kostki                  | 1982           | ks. kan. Jacek Lubiński od 2020             |         |
| 6  | Rypin Świętej Trójcy                         | XI w.          | ks. kan. dr Andrzej Krasiński               |         |
| 7  | Sadłowo św. Jana Chrzciciela                 | poł. XIV w.    | ks. mgr Wojciech Zaleśkiewicz od 2021       |         |
| 8  | Skrwilno św. Anny                            | 1379           | ks. mgr Paweł Waruszewski od 2018           |         |
| 9  | Strzygi św. Stanisława Biskupa i Męczennika  | XV w.          | ks. mgr Jarosław Maciej Jastrzębski od 2016 |         |
| 10 | Świedziebnia św. Bartłomieja                 | poł. XIV w.    | ks. kan. mgr Jerzy Wielechowski od 2009     |         |
| 11 | Żałe św. Anny                                | XV w.          | ks. mgr Dariusz Załęcki od 2023             |         |

stan na dzień 01.07.2023